# 서평택 분기점
서평택 분기점(西平澤分岐點, W.Pyeongtaek Junction, 서평택JC)은 경기도 평택시 청북읍 고잔리에 설치된 서해안고속도로와 평택제천고속도로, 평택시흥고속도로가 만나는 분기점이자 평택제천고속도로의 기점이다.

## 연혁
- 2002년 12월 12일: 평택충주고속도로 서평택 분기점 ~ 서안성 나들목 구간 개통과 함께 통행 개시[1]
- 2008년 3월 28일: 분기점 신설을 위해 평택시 도시계획시설 교통광장에 청북면 고잔리 일원을 서평택 분기점으로 고시[2]
- 2013년 3월 28일: 평택시흥고속도로 개통으로 분기점 선형 개량[3]

## 구조물 정보
2002년 12월 12일 평택제천고속도로가 개통될 당시에는 Y자형 입체 교차로로 개통되었다가 2013년 3월 28일 평택시흥고속도로가 추가 개통되면서 지금과 같은 일부 구조가 제거된 터빈형 입체 교차로가 되었다. 이 교차로는 서해안고속도로 목포 방향에서 평택시흥고속도로 시흥 방향으로 이어지는 램프와 평택시흥고속도로 평택 방향에서 서해안고속도로 서울 방향으로 이어지는 램프가 없다.
- 위치: 경기도 평택시 청북읍 고잔리

## 접속하는 노선

### 목포・서울방면
- 서해안고속도로(28번)

### 제천방면
- 평택제천고속도로(1번)

### 시흥방면
- 평택시흥고속도로(1번)

## 사진

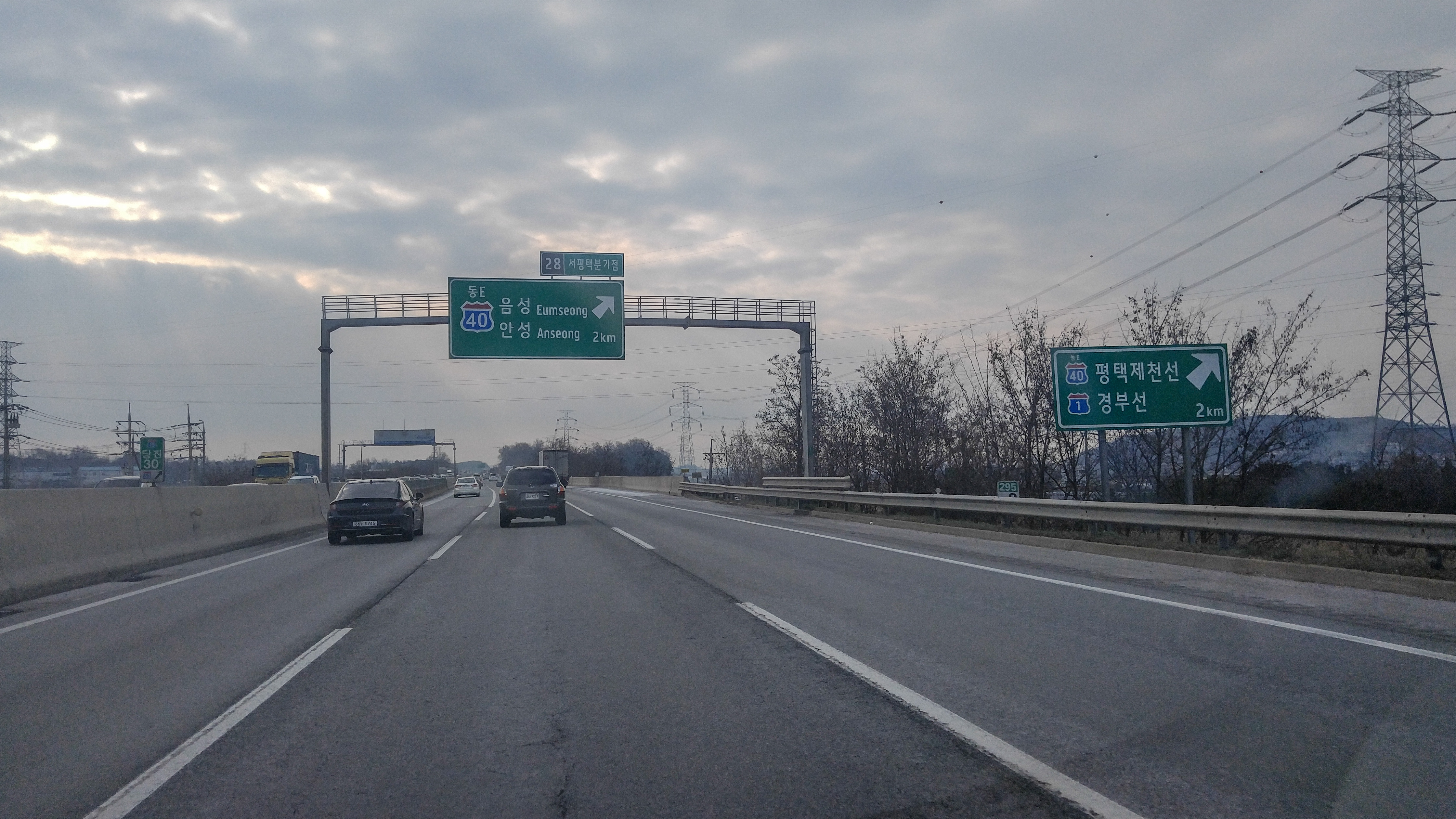
서해안고속도로 2km 표지판(당진 방면)
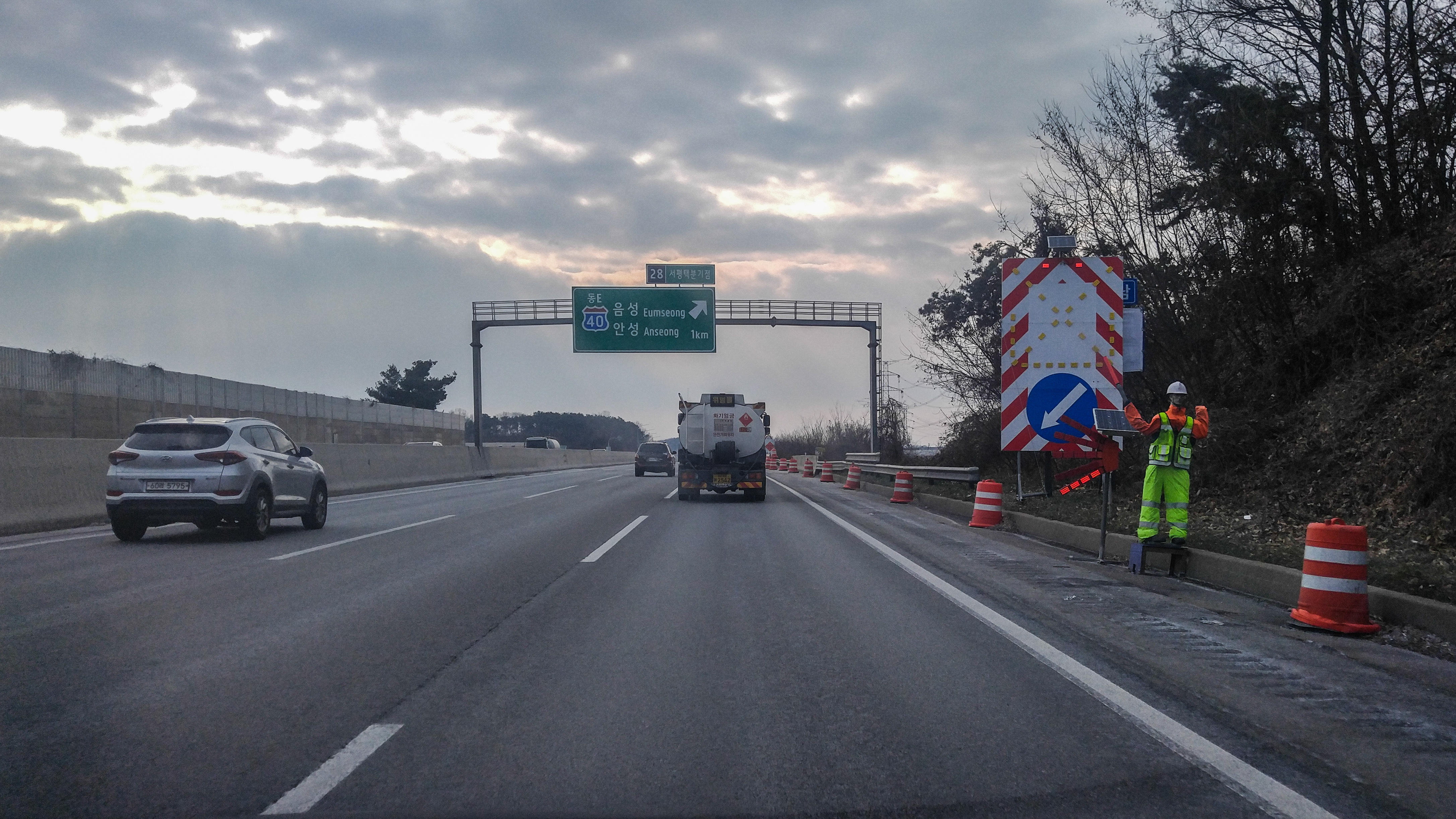
서해안고속도로 1km 표지판(당진 방면)
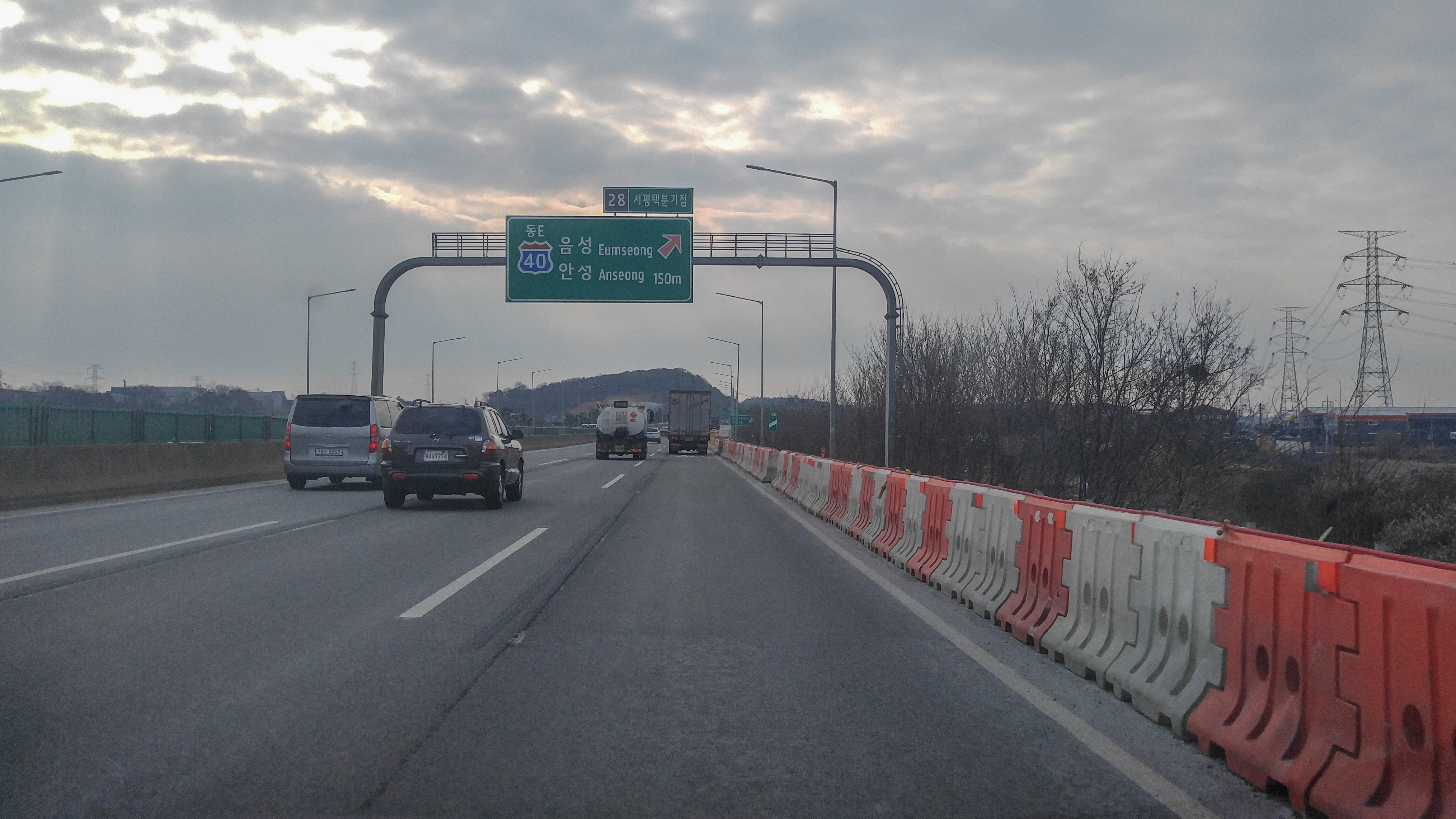
서해안고속도로 150m 표지판(당진 방면)